# Drahelický mlýn
Drahelický mlýn (Mlýn Bašta) v Nymburce-Drahelicích v okrese Nymburk je vodní mlýn, který stojí na řece Labe. Je chráněn jako nemovitá kulturní památka České republiky; předmětem ochrany je obytná budova mlýna a příslušný pozemek.

## Historie
Mlýn je poprvé zmíněn roku 1294 a jedná se tak o jeden z nejstarších mlýnů v Čechách. Roku 1679 jej zakoupili poručníci nezletilého hraběte Františka Antonína Šporka pro potřeby panství Lysá nad Labem; mlynářem zde byl Václav Vavřincův (Waczslaw Wawrzinczuw zbassty).
Během let byl přebudován na velký mlýn, ze kterého se dochovala pouze klasicistní budova obytného domu z roku 1783. V 19. století jej navštěvovali bratři Antonín a Václav Mánesovi, kteří sem jezdili ke své sestře Anně.
V roce 1906 je uváděn mlýn s pilou Jana Tachecího a roku 1923 označován jako Umělecký válcový mlýn na Baště majitelky Marie Tachecí.

## Popis

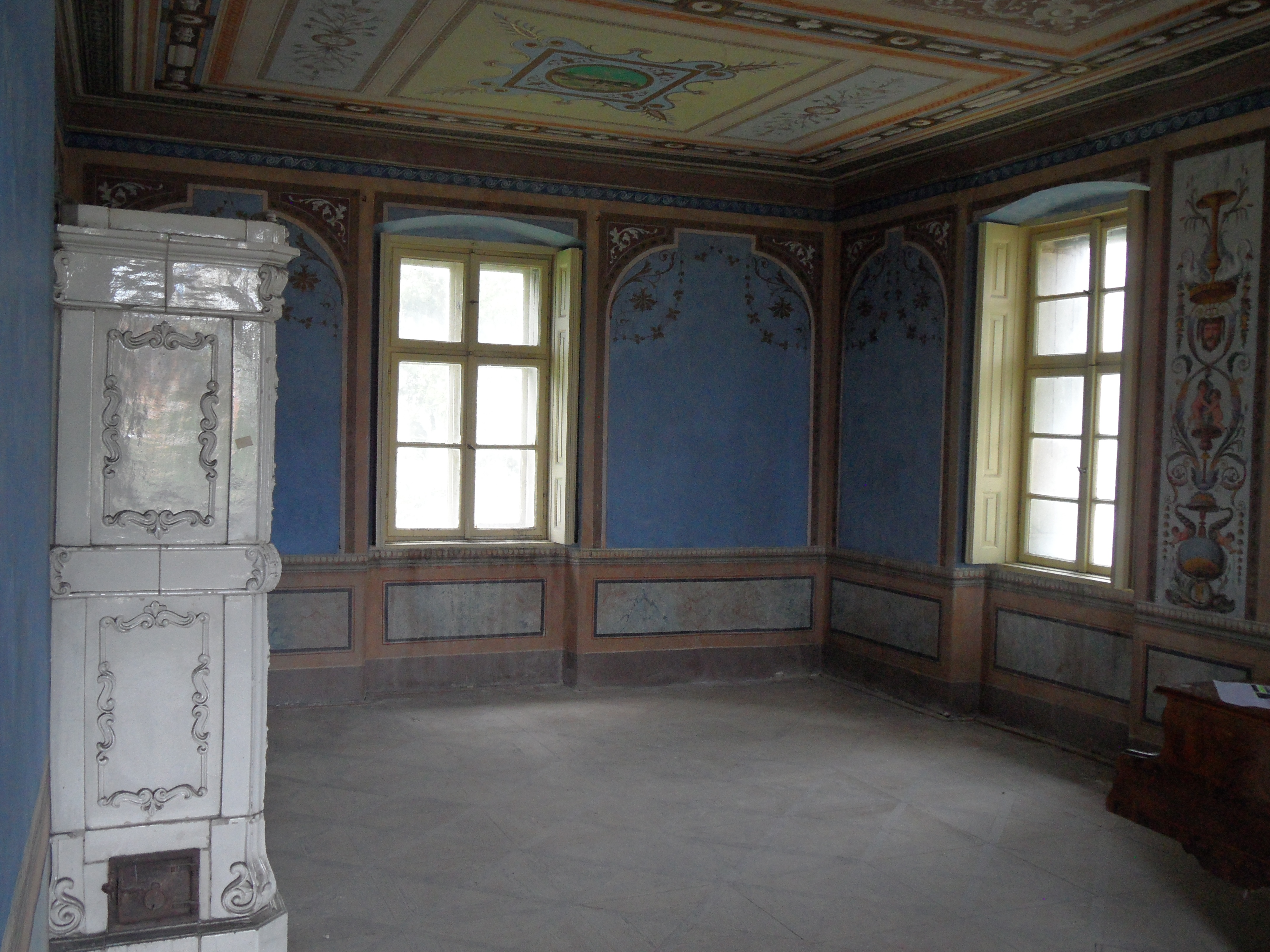
Místnost v 1. patře

Patrový dům na obdélném půdorysu má sedmiosé průčelí a valbovou střechu krytou bobrovkami. V přízemí na východní straně je pásová rustika a pískovcové ostění dveří s nápisem: „ANNO 1783. S POMOCI BOŹI WYSTAWEN GEST DÚM TENTO / NAKLADEM ANTONINA WAWRY“. Patro je na fasádě odděleno římsou respektive a členěno pilastry. Ve východním průčelí je nad hlavním vchodem balkon na čtyřech krakorcích s kovovým zábradlím. Částečně původní okna mají plastické orámování. Interiéry jsou plochostropé. V patře ve východní části jsou nástěnné malby od Václava Mánesa z 30. až 40. let 19. století.
Voda tekla na vodní kolo od jezu. Roku 1906 měl mlýn 7 složení a 8 stolic válců a v provozu u něj byla pila. V roce 1930 zde byla turbína Girarad o průtoku 4,33 m³/s, spádu 1,7 metru a výkonu 59 k. Dále zde bylo 1 kolo na spodní vodu o průtoku 0,75 m³/s, spádu 1,7 metru a výkonu 4,92 k.